# تناجر فضي الصدر
تناجر فضي الصدر (الاسم العلمي: Tangara velia cyanomelas)، هو نويع يتبع نوع تناجر أوبالي الورك ضمن فصيلة التناجر ضمن رتبة العصفوريات.